# Яла (река)
Река Яла (Yala) извира от стръмните склонове на Нанди, част от северната граница на рифта Кавирондо, и протича в Западна Кения през провинциите Нянза, Западна и Разломна долина. Извира на 2364 м надморска височина и се влива в североизточната част на езерото Виктория. Дължината ѝ е 212 km, а водосборният ѝ басейн е 3262 km2. Поливната ѝ система обхваща 17 000 ха. обработваема земя. Има няколко притока, като най-големите са Ромонде (Romonde) и Сируа (Sirua), които се вливат в реката почти на едно и също място.

## Описание
Реката минава както през гъсто населени райони, така и през терени с интензивно земеделие с използване на изкуствени торове. Протича през чаени и тютюневи плантации и пасища и водите ѝ носят със себе си огромно количество пръст и химикали. Река Яла е един от най-замърсяващите притоци на езерото Виктория. Торовете, отмити от обработваемите площи, се вливат в езерото и спомагат за растежа на опасния плевел воден хиацинт, носещ големи загуби на икономиката на страната. Обезлесяването на околните планински територии е довело до повишаване ерозията на почвата и увеличаване на наносите, които реката влачи.
В миналото при устието си река Яла е преминавала първо през едно източно блато, което е било пресушено и превърнато в обработваема земя, след това се е вливала в езерото Каняболи (Kanyaboli), излизайки от него е преминавала през друго централно блато и едва тогава през малък и дълбок залив е достигала до водите на езерото Виктория. Сега в делтата на реката се намира комплекс от влажни зони, състоящ се от три компонента на надморска височина от 1130 до 1160 m. Североизточната му част се заема от езерото Каняболи с площ от около 1000 ха и максимална дълбочина от 3 м., достигана в най-северната му част. В централната зона на комплекса е разположено блатото Яла, което след пресушаването на 20% от площта му, се простира на 6500 ха. То често е заливано от водите на реката. Блатото е свързано с Каняболи чрез дренажен канал. Този канал пропуска съвсем малко количество вода към езерото, защото е почти унищожен от добитъка, отглеждан от околното население. В най-южната част се намира малкото езеро Саре (Sare), представляващо разширение на най-южния от няколкото речни ръкава, които се вливат в езерото Виктория. То е с дълбочина 5 метра и заема площ от 500 ха. Седиментите постепенно се натрупват в устието на реката и го блокират, като с това способстват за наслагване на нови наноси.
Водите на реката минават директно през блатото Яла, което след 1970 г. е отделено от Каняболи с тинесто-глинеста дига. След построяването на тази дига, само за 15 години солеността на водите на езерото Каняболи се е удвоила. Отводняването на блатото е започнало още през 1956 г. и има планове за продължаване на този процес. Отвоюваните земи не са достатъчно продуктивни, а и част от пресушените терени отново са завзети от блатото заради нарушение на целостта на дигата по реката. Езерото Каняболи поддържа нивото на водата си от един захранващ канал, от околните територии и чрез просмукване от блатото. Същото се отнася и за по-малкото Саре. Водата в реката и основните ѝ ръкави съдържа достатъчно количество кислород за поддържане на аеробен живот, но нивото му в застоялите води на блатото е ниско – по-малко от 4 mg кислород на литър вода.

## Флора
Основните растителни видове в делтата са папирусът и кипарисовата трева (циперус), а край тях расте смесица от гъсти тръстики и увивни блатни растения. Плитките области на трите водни басейна са обрасли с Phragmites Mauritianus, а по периферията растат блатни треви. Дебел пояс от папирус обгръща двете езера и блатото. Зоната е известна с прекрасните си условия за развитие на висококачествен папирус и е едно от най-важните места за израстването и размножаването на това растение в Източна Африка. Комплексът от влажни зони в делтата на река Яла е най-богатата на папирус територия в кенийската част на езерото Виктория и съдържа над 90% от папируса по цялото му крайбрежие.
Главните фитопланктонни групи в езерото Каняболи са представени от синьо-зелените водорасли и няколко вида зелени алгии. Съдържанието на планктон в него е по-бедно от това в езерото Виктория, което вероятно се дължи на увеличената соленост на водите му.
Непланомерното и мащабно рязане на папирус за производство на различни видове рогозки, груби изтривалки и кошници, както и умишленото му подпалване за отвоюване на нови земеделски земи, застрашават растителността в зоната и някои от ендемичните видове птици в нея. Те оказват непосредствено негативно влияние върху блатото, въпреки забележителните регенеративни способности на папируса.

## Фауна
Гъстите папирусови масиви са много важно място за развитието на различните все по-застрашени от изчезване видове птици, обитаващи териториите с такава растителност. Няколкото вида папирусови птици са повлияни отрицателно от смущенията и раздробяването на техните местообитания. Блатото Яла е признато от еколозите като една от най-богатите и най-крехки екосистеми в Източна Африка.
Край тресавището често се срещат ендемитни за този район птици като застрашеното жълто папирусово коприварче (Chloropeta gracilirostris), което обикновено обитава високите папируси особено по езерото Каняболи. По бреговете на блатото могат да се видят екземпляри от Laniarius mufumbiri и Bradypterus carpalis, пойни птички от сем. Врабчоподобни, както и застрашените видове папирусово канарче (Serinus koliensis) и Cisticola carruthers. По крайбрежието, макар и по-рядко, може да се наблюдава застрашената голяма бекасина (Gallinago media). Тук е рай и за много водолюбиви птици като малката пъструшка и застрашената бяла чапла (Casmerodius albus), от която присъстват само единични екземпляри.
Самата река е богата на риба и се ползва за риболов от околните племена. Езерото Каняболи е важено убежище за различни видове цихлиди, достигнали до него от езерото Виктория, много от които са унищожени в главното езеро след въвеждането на неместната хищна риба нилски костур. Сред тях са икономически важният вид Oreochromis esculentus, както и различните видове Haplochromis. Езерото Саре е много по-бедно на риба в сравнение с Каняболи.
Над реката, блатото и езерата летят хиляди насекоми, като между тях преобладават еднодневките, водните кончета и каменарки (Plecoptera). Голямо количество комари разнасят малария, която е сериозен проблем за населението на околните територии.

## Население
Крайбрежията на реката са гъсто заселени, особено териториите около делтата ѝ. Северните ѝ брегове се обитават от племето лухия, а южните – от племето луо. Това са етноси, които се занимават главно с риболов и земеделие.

## Добив на електроенергия
По поречието на реката предстои проектирането и изграждането на нов язовир и водноелектрическа централа с мощност 50 мегавата. Предвидено е да се построят там, където в Яла се вливат притоците ѝ Ромонде и Сируа, на север от град Капсабет (Kapsabet) и хълмовете Нанди.

## Екология
Опасност за реката представляват големите количества торове, използвани при отглеждането на земеделските култури, както и ползването на различни биоциди – вещества, предназначени да унищожават, обезвреждат или предпазват от действието на вредни организми, чрез химични или биологични методи. Освен това масовото отвеждане на част от водите ѝ към елементарни напоителни системи намаляват нейното ниво и количеството на водата, вливаща се в езерото Виктория.
Правителството и някои международни организации поощряват борбата на местното население с прекомерното замърсяване на реката. В периода между 1974 и 1985 г. правителството на Кения, съвместно с шведската Международна агенция за развитие SIDA, плащат на земеделските производители за изграждането на дренажи, които да поемат притока на замърсители и утайки, свличащи се по стръмните склонове на околните планини.
От 2004 г. Световният агро-лесовъден център (ICRAF) и Институтът за земеделски изследвания на Кения (KARI) провеждат интегриран проект за управление на екосистемата на кенийската част от териториите край езерото Виктория с акцент върху рехабилитацията на големи площи от изоставени и обезлесени земи. Създадени са подробни карти на засегнатите територии в речните басейни на Западна Кения, включително и този на р. Яла, и са направени проучвания за най-подходящите начини за тяхното възстановяване. Програмата се изпълнява с финансиране от Международния фонд за селскостопанско развитие, Европейската комисия и правителството на Финландия.
Учени от ICRAF и Организацията на обединените нации за околната среда (UNEP) провеждат през 2008 г. подробно проучване на басейните на реките Яла и Няндо и не намират доказателства, че наслояването на седименти е неизбежен страничен ефект от интензивната земеделска дейност. Стига се до извода, че намаляването на утайките може да се постигне чрез планирано редуване на различни типове културни насаждения.